# Carl Leopold Planck von Planckburg

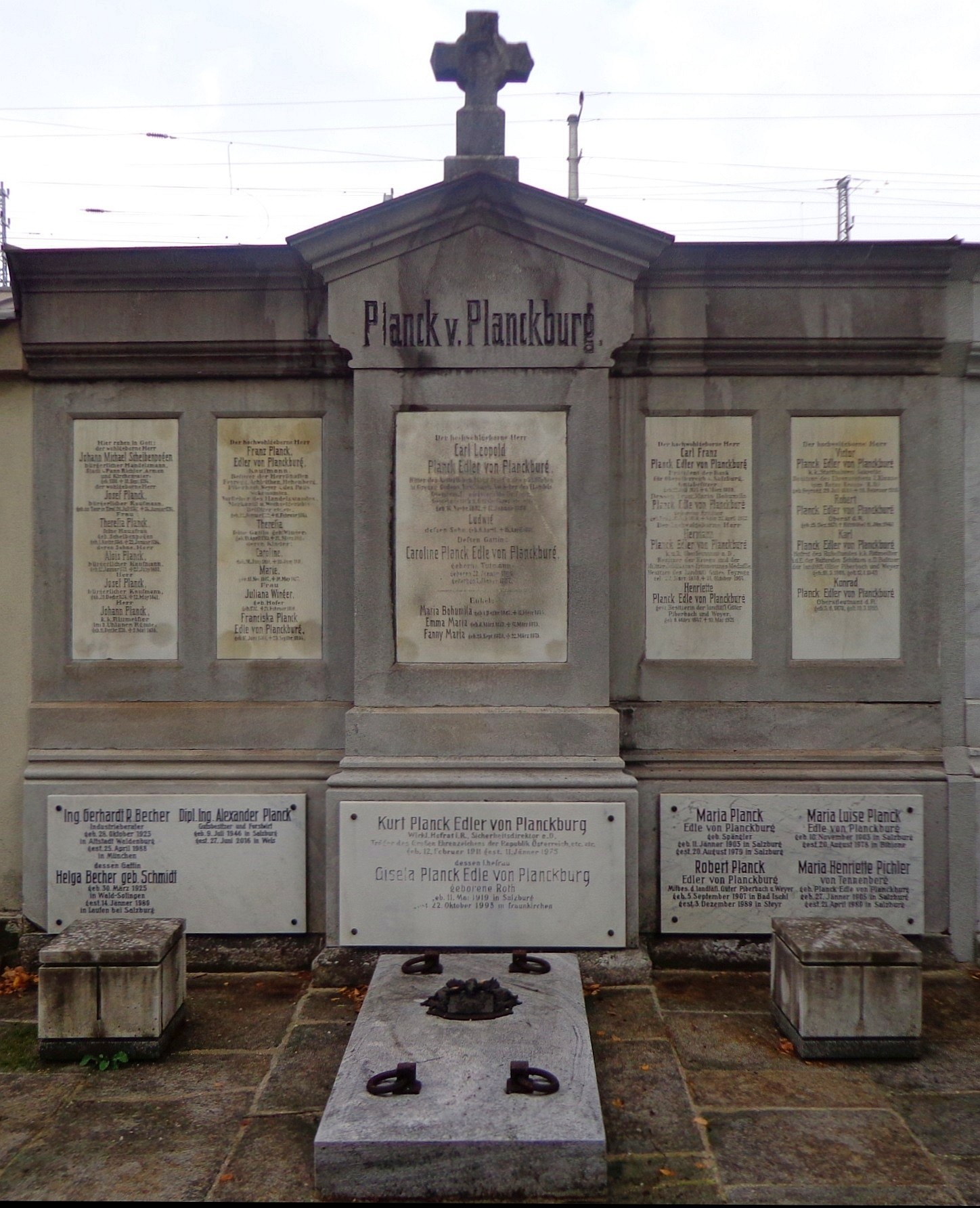
St. Barbara-Friedhof Linz, Grab der Familie Planck von Planckburg, in dem auch Carl Leopold Planck von Planckburg bestattet ist.

Carl Leopold Planck von Planckburg (* 14. November 1802 in Linz; † 17. Jänner 1868 ebenda) war ein österreichischer Bankier. 

## Leben
Carl Leopold entstammte dem Adelsgeschlecht Planck von Planckburg. Nach seiner Ausbildung am Polytechnischen Institut in Wien nahm er ein Praktikum bei seinem Onkel Josef Planck, Spezereiwarenhändler, in Linz, Hauptplatz 16, auf. Ein weiteres folgte zwischen 1822 und 1825 im Großhandelshaus Hößlin, Springer und Komp. in Triest.
Als Gutsbesitzer war Planck Inhaber der Herrschaften Feyregg, Piberbach und Weyer im Traunviertel, Achleiten und Hehenberg, sowie des Pausweckenamtes.
Seit 1841 war er öffentlicher Gesellschafter und seit dem Tod seines Vaters Franz Planck im Jahre 1844 der Chef des Hauses J. M. Scheibenpogens Eidam, Linz, Hauptplatz 11, welches nach seinem Tod 1869 als Aktiengesellschaft in die Bank für Oberösterreich und Salzburg, Oberbank, umgewandelt wurde. Ab 1844 gehörte er dem Vorstand des Handelsstandes als Merkantil- und Wechselgerichtsbeisitzer und beratendes Mitglied der Provinzialkommission an.
1848 war er Major der Nationalgarde und wurde 1849 Kurator der neu gegründeten Allgemeinen Sparkasse in Linz. 1850 wurde Planck zum Gemeinderat und Mitglied der Handelskammer in Linz gewählt.
Er war Landtagsabgeordneter der Liberalen Partei vom 8. Juni 1861 bis 22. Dezember 1866. 
1861 wurden ihm das Ritterkreuz des Franz-Joseph-Ordens und das Ritterkreuz des päpstlichen Gregoriusordens verliehen.
Planck war verheiratet und hatte vier Kinder. Er ist begraben am St. Barbara-Friedhof in Linz.